# Emmanuelle Claret
Pour les articles homonymes, voir Claret.
Emmanuelle Claret, née le 30 octobre 1968 à Gap et morte le 11 mai 2013 à Besançon, est une biathlète française. Sa carrière de biathlète s'étend de 1993 à 2000 et est considérée comme l'une des meilleurs biathlètes des années 1990. Elle obtient de nombreux succès dont notamment le classement général de la Coupe du monde 1995-96 (succédant à Anne Briand) et cinq médailles aux Championnats du monde dont un titre dans l'épreuve de l'individuel en 1996 à Ruhpolding (succédant à Corinne Niogret). Elle compose avec Florence Baverel, Corinne Niogret et Anne Briand un quatuor français qui a marqué l'histoire du biathlon féminin. Elle meurt en 2013 d'une leucémie.

## Biographie
Née à Gap dans les Hautes-Alpes, Emmanuelle Claret intègre tout d'abord en 1989 l'équipe de France de ski de fond avant d'opter pour le biathlon en 1993 à vingt-cinq ans, où elle intègre une équipe de France de biathlon performante emmenée par Corinne Niogret, Véronique Claudel, Delphyne Burlet et Anne Briand.
Dès sa cinquième épreuve en Coupe du monde, elle crée la sensation en remportant l'individuel à Ruhpolding en Allemagne devant Svetlana Paramygina et sa compatriote Corinne Niogret. Ce succès lui permet de disputer les Jeux olympiques de Lillehammer 1994 où elle prend la 35e place en sprint. Elle obtient la même année une médaille aux Championnats du monde dans l'épreuve non-olympique de la course par équipes avec Nathalie Beausire, Niogret et Claudel.
Elle remonte sur un podium en Coupe du monde fin 1995 avec une troisième place au sprint de Lahti et à Lillehammer puis un succès à Brezno devant Florence Baverel. Sélectionnée aux Championnats du monde 1996 de Ruhpolding, elle devient la grande dame de cette édition avec le titre mondial en individuel devant Olga Melnik et Olena Petrova, une médaille d'argent en relais et une troisième médaille de bronze consécutive en course par équipes. Sa régularité au haut niveau cette saison-là lui permet de se mêler à la lutte pour le gros globe de cristal qu'elle remporte devant les Allemandes Uschi Disl et Petra Behle, succédant au palmarès à Anne Briand lauréate en 1995.
Les années suivantes sont moins performantes, toutefois Claret dispute pour la seconde fois les Jeux olympiques d'hiver qui se tiennent à Nagano en 1998. Après une 14e place en sprint, elle prend la 8e place en relais. De retour des JO, elle renoue avec un podium en Coupe du monde lors d'un sprint à Pokljuka derrière Niogret.
Sa fin de carrière est plus compliquée où elle doit faire face à une sévère concurrence au sein de l'équipe de France, elle prend sa retraite sportive lors des Championnats du monde 2000 après être montée une ultime fois sur un podium en Coupe du monde avec une seconde place en sprint à Oberhof.
En 2002, elle encadre la délégation française de ski nordique aux Jeux paralympiques à Salt Lake City.
Après sa retraite sportive, elle intègre l'administration des douanes. Elle mène ainsi une scolarité à l'école nationale des brigades des douanes, puis est affectée à la brigade de la Ferrière-sous-Jougne dans le Doubs, à la frontière suisse.

## Palmarès

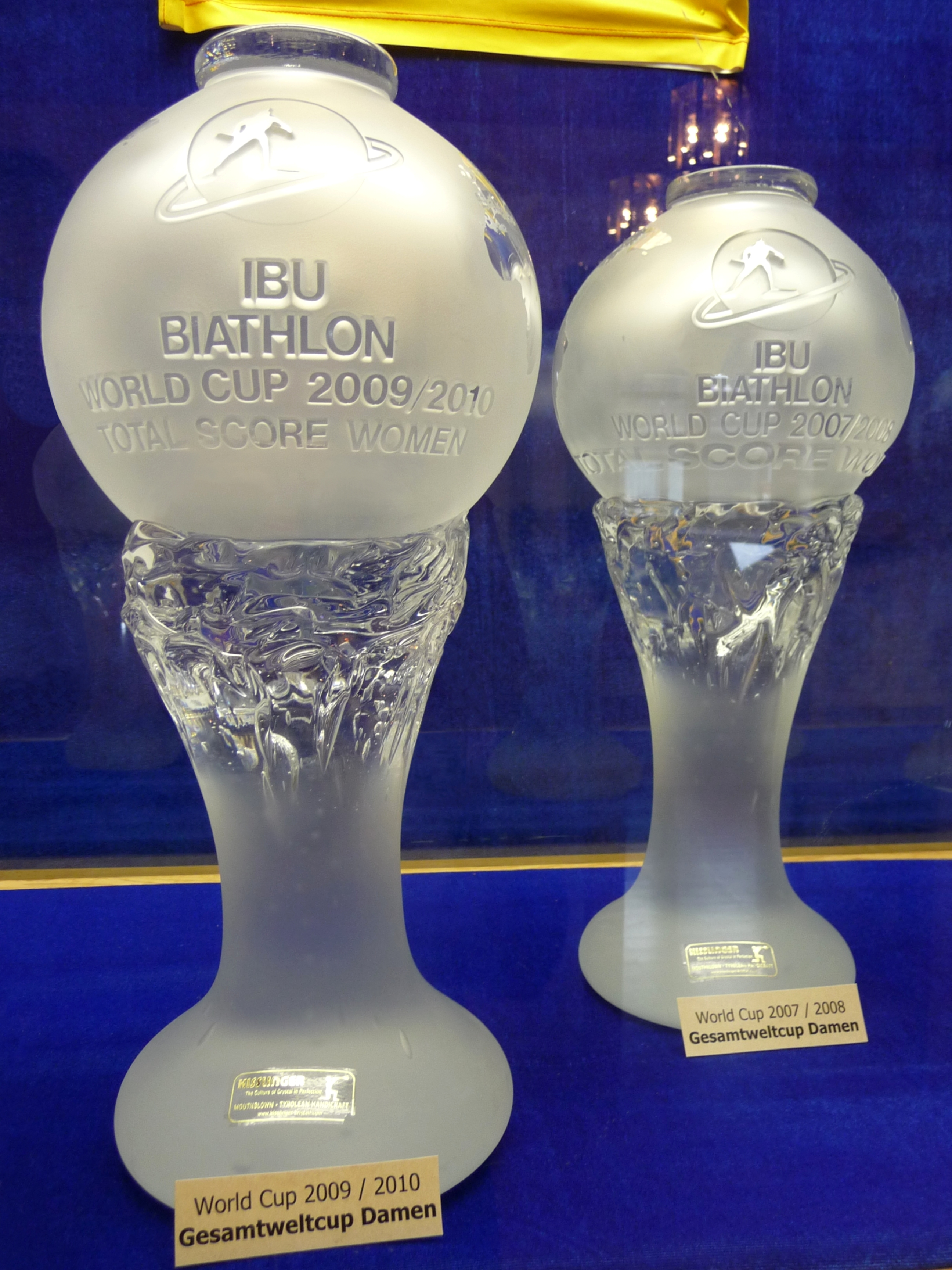
Le globe de cristal récompense la biathlète remportant la Coupe du monde.

### Jeux olympiques
Claret a pris part à deux éditions des Jeux olympiques d'hiver. Tout d'abord en 1994 où elle prend la 35e place du sprint mais ne participe pas au relais composé de Corinne Niogret, Véronique Claudel, Delphyne Burlet et d'Anne Briand. Ensuite, elle se rend à Nagano en 1998 avec une 14e place en sprint et une 8e place en relais avec Christelle Gros, Florence Baverel et Niogret. Lors de ces deux éditions, elle n'a pas disputé l'individuel.
| Épreuve / Édition                | Individuel | Sprint | Relais |
| Jeux olympiques 1994 Lillehammer | —          | 35e    | —      |
| Jeux olympiques 1998 Nagano      | —          | 14e    | 8e     |

Légende :

— : Emmanuelle Claret n'a pas participé à cette épreuve

### Championnats du monde
Elle a disputé les Championnats du monde sept années consécutivement entre 1994 et 2000 malgré une forte concurrence au sein de l'équipe de France. Elle remporte à trois reprises la médaille de bronze en course par équipes (1994, 1995 et 1996), et devient la grande dame des Championnats du monde 1996 avec le titre mondial en Individuel et l'argent en relais avec Niogret, Baverel et Briand.
| Mondiaux \ Épreuve | Individuel           | Sprint         | Poursuite                        | Départ en masse                  | Relais                   | Course par équipes               |
| 1994 Canmore       | JO Lillehammer       | JO Lillehammer | Épreuve inexistante à cette date | Épreuve inexistante à cette date | JO Lillehammer           | Médaille de bronze, monde        |
| 1995 Antholz       | —                    | 5e             | Épreuve inexistante à cette date | Épreuve inexistante à cette date | —                        | Médaille de bronze, monde        |
| 1996 Ruhpolding    | Médaille d'or, monde | 19e            | Épreuve inexistante à cette date | Épreuve inexistante à cette date | Médaille d'argent, monde | Médaille de bronze, monde        |
| 1997 Osrblie       | 55e                  | 36e            | 20e                              | Épreuve inexistante à cette date | —                        | 5e                               |
| 1998 Pokljuka      | JO Nagano            | JO Nagano      | 21e                              | Épreuve inexistante à cette date | JO Nagano                | —                                |
| 1999 Kontiolahti   | —                    | 44e            | 42e                              | —                                | —                        | Épreuve inexistante à cette date |
| 2000 Oslo          | 49e                  | 55e            | DSQ                              | —                                | —                        | Épreuve inexistante à cette date |

Légende :

 : première place, médaille d'or

 : deuxième place, médaille d'argent

 : troisième place, médaille de bronze

 : épreuve inexistante ou absente du programme

— : Emmanuelle Claret n'a pas participé à cette épreuve

### Coupe du monde

#### Palmarès
- 1 gros globe de cristal en 1996.

#### Détail des victoires individuelles
| Saison / Épreuve | Individuel                | Sprint | Poursuite | Départ en masse | Total |
| 1994             | Ruhpolding                |        |           |                 | 1     |
| 1996             | Ruhpolding (Ch. du monde) | Brezno | 2         |                 |       |

#### Performances générales
Emmanuelle Claret a disputé 135 épreuves et compte dix victoires à son palmarès. Elle a remporté trois courses individuelles (individuel à Ruhpolding en 1994 et 1996 et sprint à Brezno en 1996), et sept courses collectives (six en relais, et une par équipes à Oberhof en 1995).
| Résultat  | Individuel | Sprint | Poursuite | Départ en masse | Équipe | Relais | Total |
| --------- | ---------- | ------ | --------- | --------------- | ------ | ------ | ----- |
| 1re Place | 2          | 1      | 0         | 0               | 1      | 6      | 10    |
| 2e Place  | 0          | 3      | 0         | 0               | 0      | 2      | 5     |
| 3e Place  | 0          | 2      | 0         | 0               | 3      | 5      | 10    |
| Top 10    | 10         | 15     | 1         | 1               | 7      | 20     | 54    |
| Départs   | 31         | 54     | 21        | 2               | 7      | 20     | 135   |